# Université de Nouvelle-Galles du Sud
L'université de Nouvelle-Galles du Sud (en anglais : The University of New South Wales ou UNSW) est une université australienne située à Kensington, un faubourg de Sydney. Elle fait partie du « groupe des Huit », rassemblant plusieurs universités australiennes et elle est membre du réseau Universitas 21 des universités centrées sur la recherche.
En dépit de son existence relativement courte, l'UNSW, fondée en 1949, est considérée comme l'une des meilleures universités australiennes pour ses centres de recherches et d'enseignement dans de nombreux domaines. Les diplômés de l'université sont très recherchés par les employeurs et leurs salaires de début de carrière sont plus élevés que la moyenne australienne.
L'UNSW accueille approximativement 46 000 étudiants participant à 600 programmes d'enseignements. L'université compte 76 écoles et 69 centres de recherche.
En plus du campus principal à Kensigton, l'UNSW possède plusieurs autres campus dans Sydney dont celui du College of Fine Arts à Paddington et l'Académie militaire d'Australie qui lui est associé se trouve à Canberra.

## Histoire

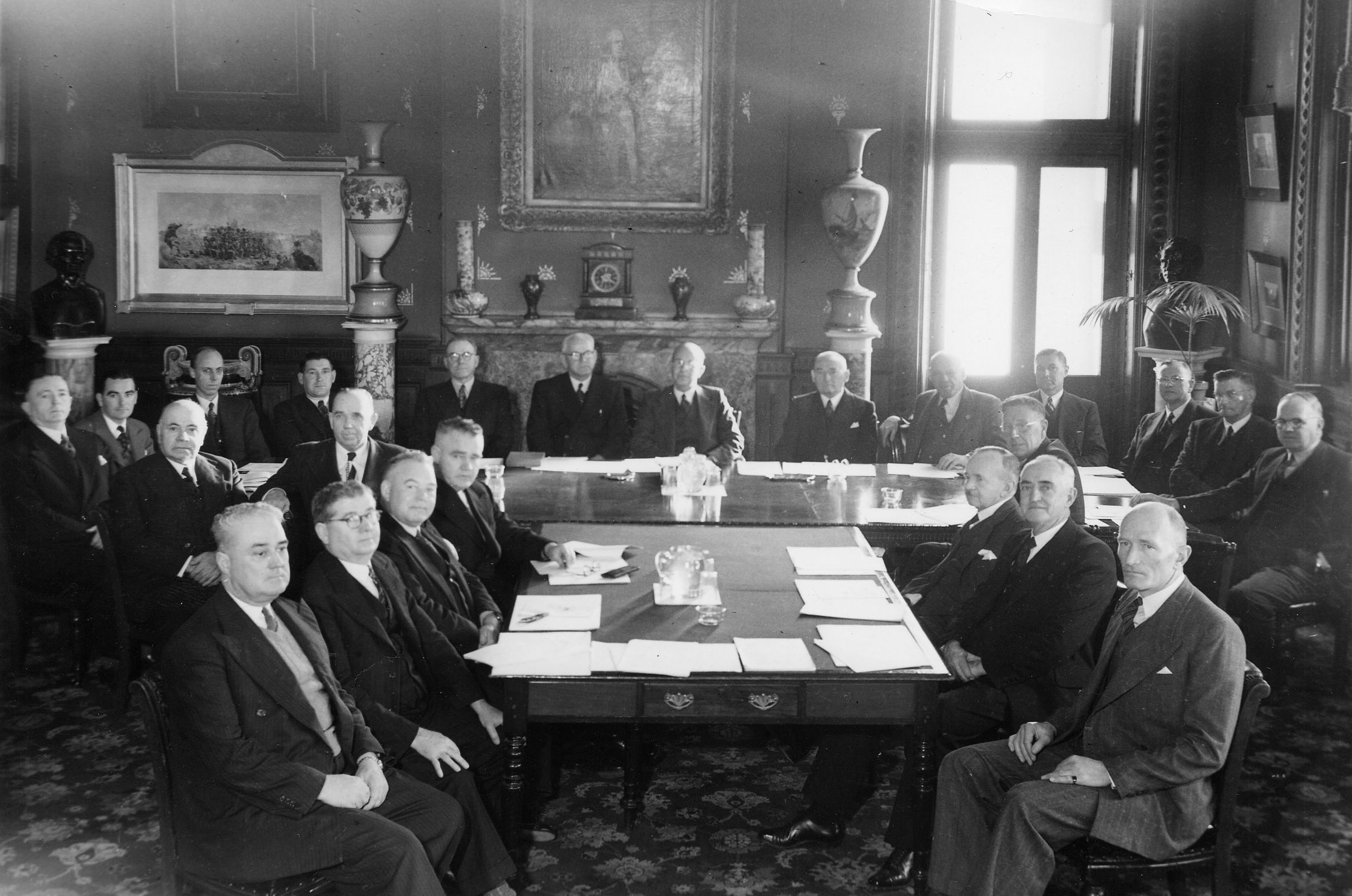
Première réunion du conseil de l'université en 1949.

L'idée de fonder l'université provient de la crise engendrée par la Seconde Guerre mondiale, au cours de laquelle l'attention de la nation s'est portée sur le rôle essentiel que la science et la technologie jouent dans la transformation d'une société agricole en une société moderne et industrielle. Le gouvernement du Parti travailliste australien de la Nouvelle-Galles du Sud de l'après-guerre a reconnu le besoin croissant d'une université spécialisée dans une formation de haute qualité d'ingénieurs et de professionnels en technologie en nombre dépassant la capacité et les caractéristiques de l'université de Sydney déjà existante. Cela a conduit à la proposition de créer un Institut de technologie, présenté par le ministre de l'Éducation de la Nouvelle-Galles du Sud de l'époque, Robert Heffron, qui fut acceptée le 9 juillet 1946. Au lieu de fonder un tout nouvel institut, le gouvernement décida d'étendre le Sydney Technical College se trouvant à Ultimo.
L'université, initialement nommée "New South Wales University of Technology" fut officiellement créée par le New South Wales University of Technology Act voté par le parlement de Nouvelle-Galles du Sud en 1949. Les premiers programmes comprenait des cours de génie civil, de génie mécanique, de génie électronique et de génie minier. À l'époque, cela était innovant car chaque cursus incorporait une période de pratique dans le secteur industriel concerné. L'enseignement obligatoire des lettres était également une nouveauté dans le domaine universitaire.
Initialement, l'université se trouvait dans le campus d'Ultimo dans le centre-ville de Sydney (sur l'actuel site de l'université technologique de Sydney). Cependant, en 1951, le parlement de Nouvelle-Galles du Sud vota le New South Wales University of Technology (Construction) Act afin de financer la construction d'un nouveau campus à Kensington. En 1958, le nom changea pour 'University of New South Wales' afin de refléter sa volonté de devenir une université plus généraliste. Ainsi, les facultés d'art, de médecine furent fondées en 1960 et la faculté de droit le fut en 1971.
Le premier administrateur de l'université était Arthur Denning (1949-1952). Il fut remplacé en 1953 par Philip Baxter qui devint ensuite vice-chancelier en 1955. La gestion énergique et autoritaire de Baxter fut déterminante lors des vingt premières années de l'université. Sous son impulsion, controversée à l'époque, les effectifs passèrent d'une poignée d'étudiants à 15 000 en 1968 . Il promut également le développement de nouvelles disciplines scientifiques et technologiques contre les critiques traditionalistes. Les travaux de recherches et le recrutement de nombreux scientifiques établirent la réputation internationale de l'université. Le nouveau vice-chancelier Rupert Myers (1969-1981) apporta un mode de gestion plus souple à une période d'accroissement des effectifs, aux demandes de changements dans le fonctionnement de l'université et au mécontentement des étudiants. Michael Birt (1981-1992) et John Niland (1992-2002) poursuivirent ce mode de gestion et développèrent les différentes facultés et les partenariats public/privé. Les sources privées représentent 45 % du budget annuel de l'université .
L'UNSW créa des établissements d'enseignement supérieurs à Newcastle (1951) et à Wollongong (1961) qui devinrent finalement deux universités indépendantes respectivement en 1965 et 1975, l'université de Wollongong et l'université de Newcastle.

## Facultés
L'université compte neuf facultés :
- UNSW Faculty of Arts
- Australian Defence Force Academy
- Australian School of Business
- UNSW Faculty of Built Environment
- UNSW College of Fine Arts
- UNSW Faculty of Engineering
- UNSW Faculty of Law
- UNSW Faculty of Medicine
- UNSW Faculty of Science

L'UNSW est associé au

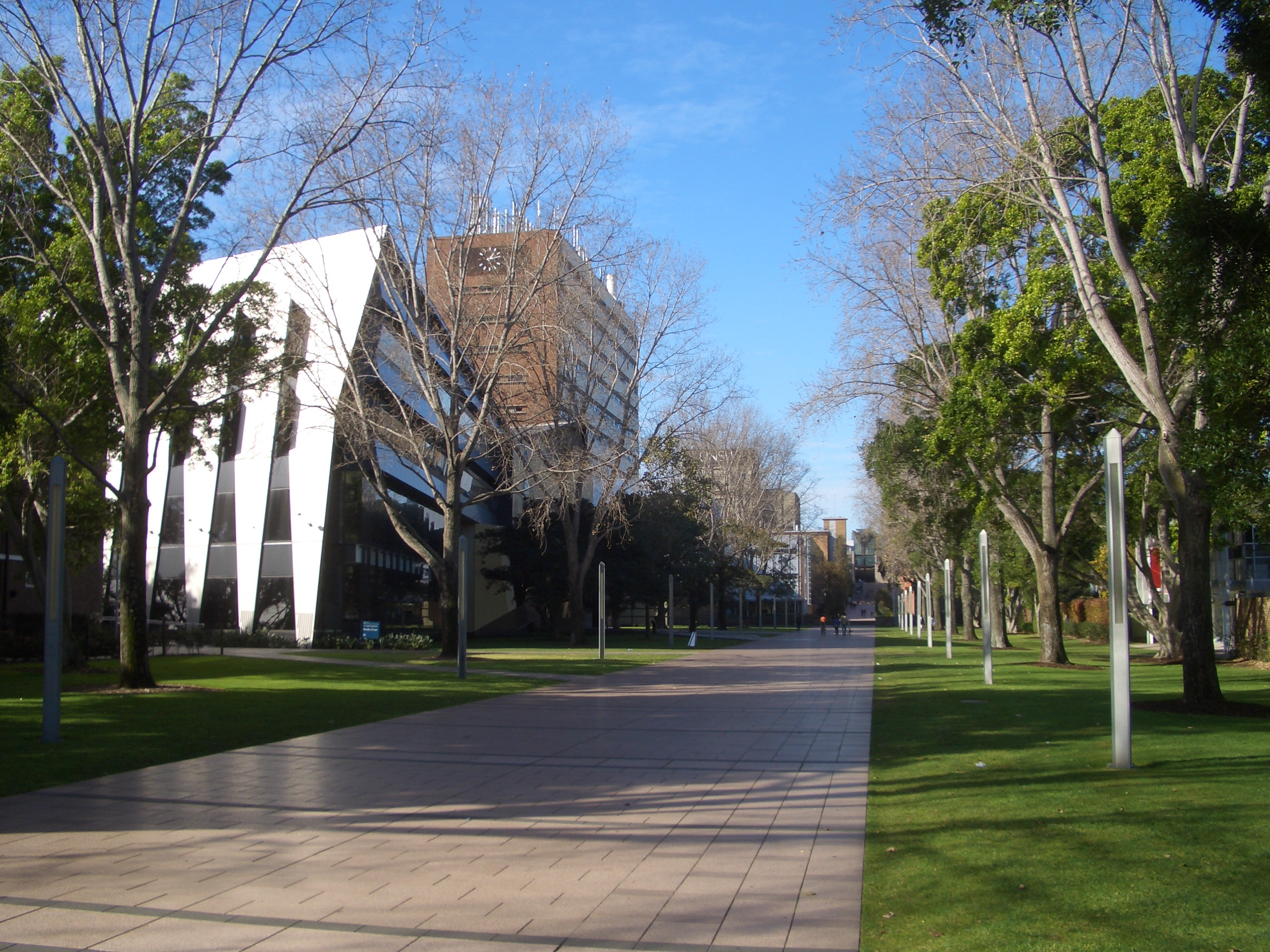
Axe principal, campus inférieur.

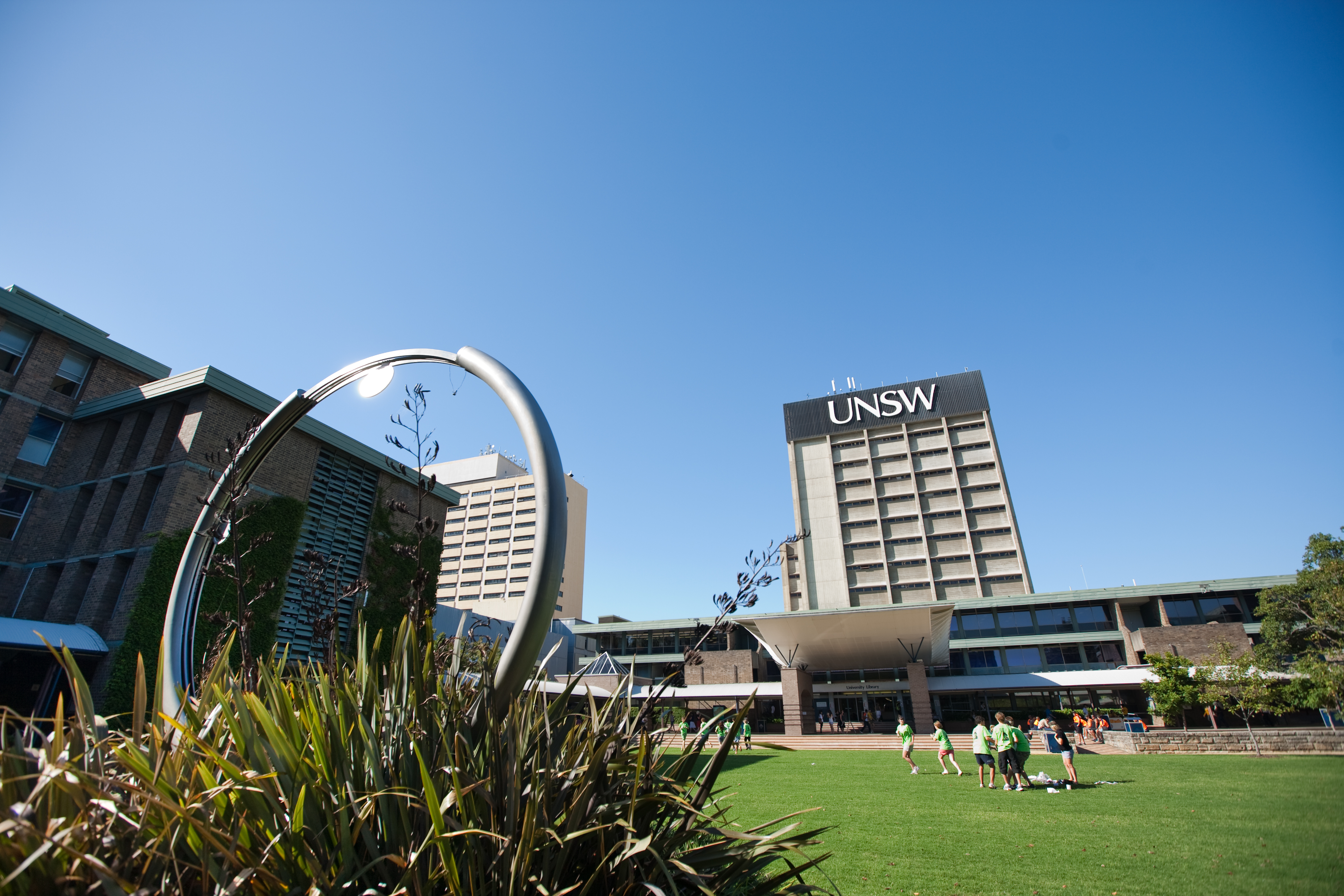
Pelouse de la bibliothèque, campus supérieur.

- National Institute of Dramatic Art

## Campus

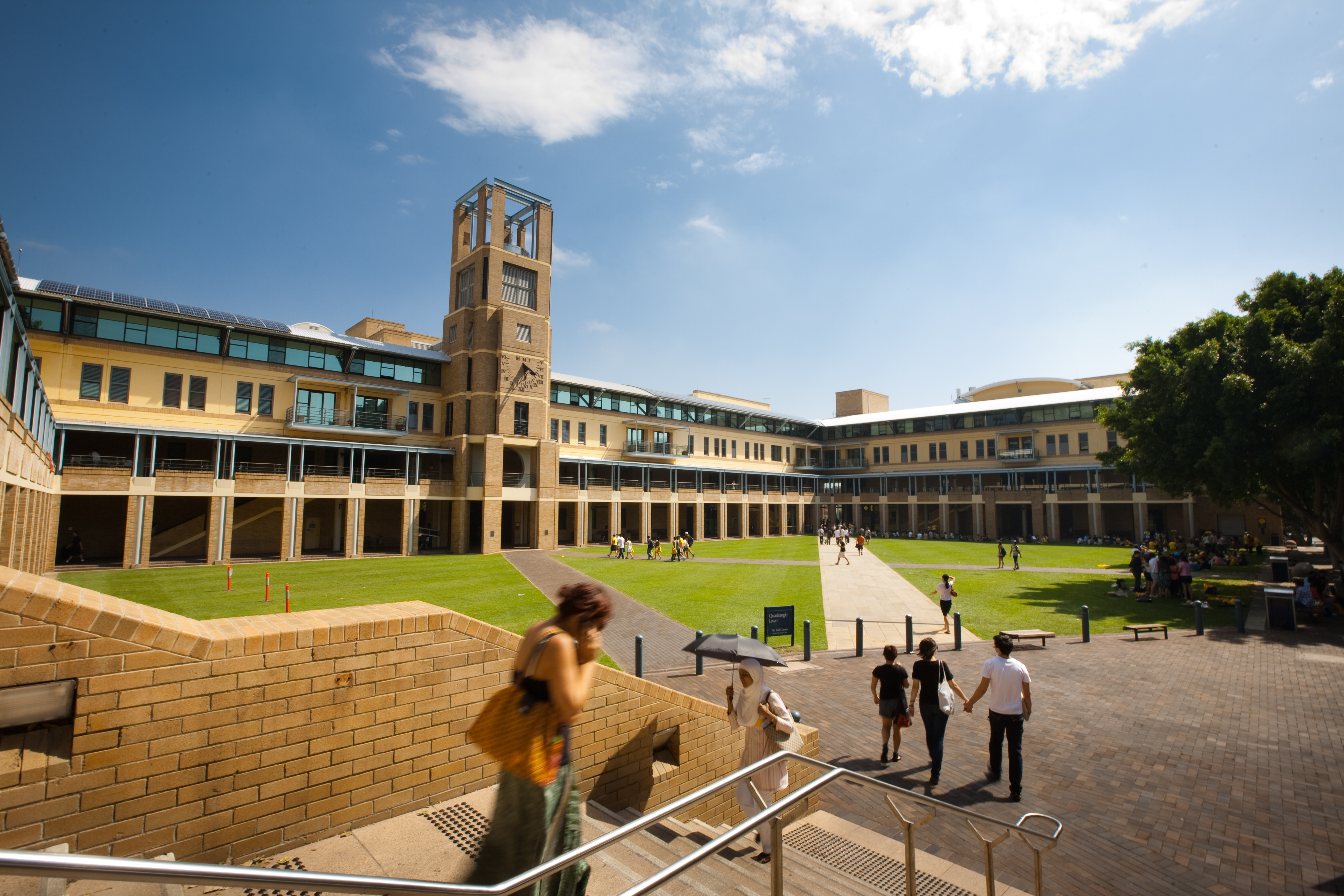
Quadrangle Building.

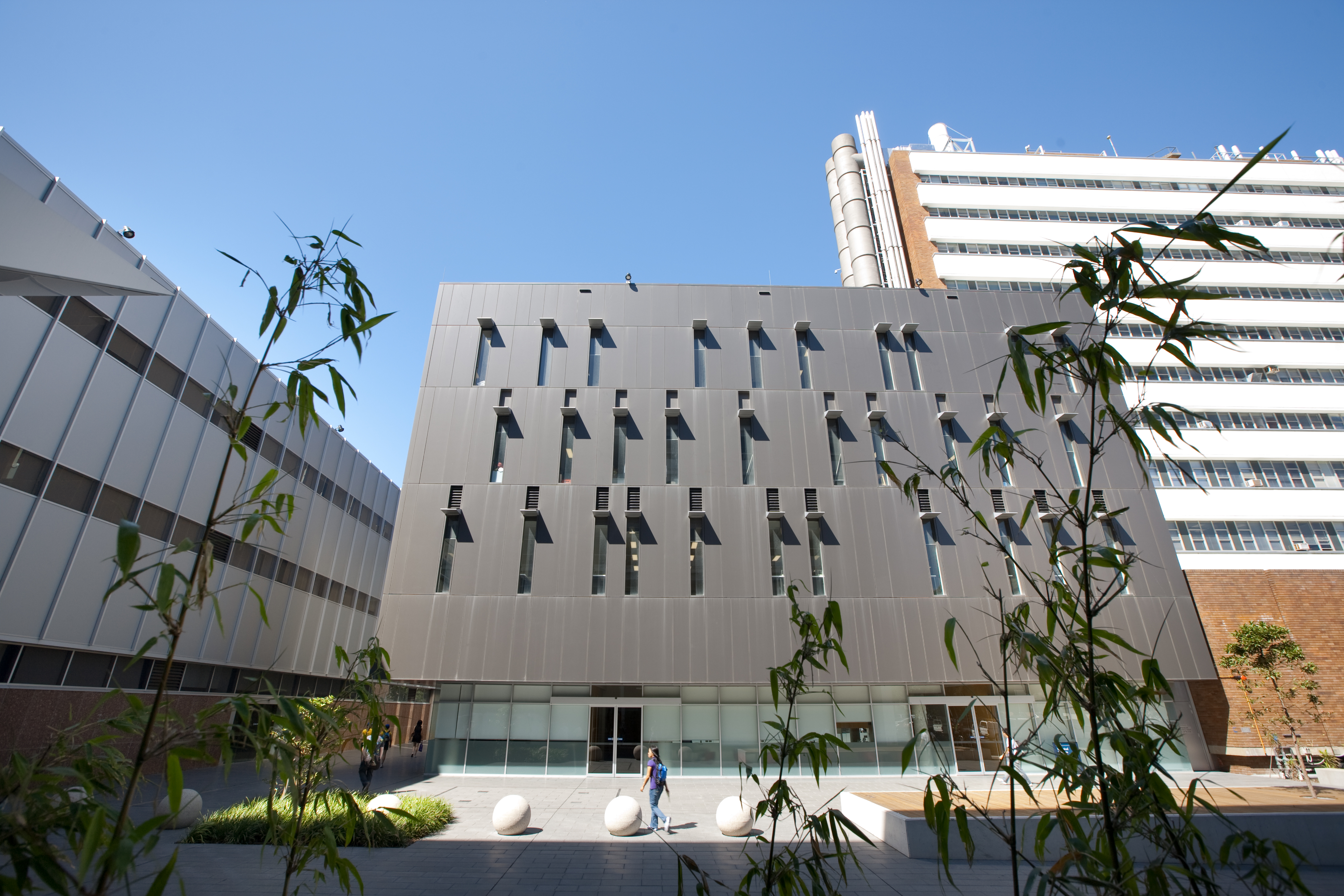
Analytical Centre.

Le campus principal de l'UNSW se trouve à Kensington, un faubourg de Sydney. Ce campus est divisé en deux zones, le campus inférieur et le campus supérieur. Le site du campus inférieur fut acquis par l'université en deux fois en décembre 1952 et en juin 1954 tandis que le campus supérieur le fut en novembre 1959. Les deux zones sont séparées par une élévation au niveau du Quadrangle Building. La traversée du campus selon sa plus grande dimension prend environ quinze minutes. 
Deux des facultés sont néanmoins situées ailleurs. Le College of Fine Arts se trouve dans le quartier de Paddington et l'Australian Defence Force Academy se trouve à Canberra. L'université compte également des campus secondaires et des stations de recherche à Randwick, Coogee, Dee Why, Botany, Cowan, Manly Vale, Fowlers Gap et Bankstown. 
Le site accueille plusieurs internat comme les Philip Baxter et Basser Colleges pouvant loger plusieurs centaines d'étudiants.

## Classement
En 2010, l'université était classée 46e par le QS World University Rankings et se classait 5e parmi les universités australiennes.
| Catégorie/Année     | 2010 | 2009 | 2008 | 2007 | 2006 |
| ------------------- | ---- | ---- | ---- | ---- | ---- |
| Global              | 46   | 47   | 45   | 44   | 41   |
| Arts & Lettres      | 78   | 52   | 51   | 35   | N/A  |
| Sciences naturelles | 53   | 45   | 39   | 58   | N/A  |
| Ingénierie & TIC    | 42   | 33   | 29   | 28   | N/A  |
| Sciences humaines   | 33   | 35   | 28   | 30   | N/A  |
| Sciences de la vie  | 46   | 43   | 50   | 50   | N/A  |

L'UNSW arriva en première place australienne pour les sciences de l'information dans le classement de Shanghai. Elle était également l'université australienne la plus citée dans les documents universitaires concernant les sciences de l'information, l'ingénierie, les mathématiques et la psychologie entre 2002 et 2009 selon le Thomson Reuters-Indexed Journals. En 2008, une étude montra que l'UNSW faisait partie des trois meilleures universités australiennes (avec les universités de Sydney et de Melbourne) dans le domaine des mathématiques, de la psychiatrie et de la psychologie.
En 2009, le classement du Financial Times plaçait la faculté de commerce de l'université, l'Australian School of Business au 32e rang mondial et au premier rang en Australie. Dans l'étude de 2007, le programme de Master of Business Administration était classé 23e au monde et elle était la seule école de commerce australienne a apparaitre dans le classement durant sept années consécutives.

## Personnalités liées à l'université

### Étudiants
- Charles Lepani (1947-2025), influent haut fonctionnaire au moment de l'indépendance de la Papouasie-Nouvelle-Guinée, puis ambassadeur
- Annisa Trihapsari, actrice indonésienne
- Bob Bellear, premier juge aborigène
- Bob Carr, ancien premier ministre de la Nouvelle-Galles du Sud
- Joan Alder, physicienne
- Peter Garrett, musicien et politique
- Tim Flannery, mammalogiste, paléontologue, activiste et écrivain
- Glenn Murcutt, architecte
- Jane Catherine Ngila, scientifique kényane
- Meganne Christian, chercheuse et astronaute de réserve